# Hybocamenta descarpentriesi
Hybocamenta descarpentriesi är en skalbaggsart som beskrevs av Frey 1966. Hybocamenta descarpentriesi ingår i släktet Hybocamenta och familjen Melolonthidae. Inga underarter finns listade i Catalogue of Life.